# 北海道医学会
北海道医学会（ほっかいどういがくかい、英語: The Hokkaido Medical Society）は、日本の学術研究団体の一つ。

## 概要
1923年1月25日設立。学術研究団体としての種別は単独学会である。基礎医学臨床医学を学術研究領域とし、医学及び医療の進展に寄与することを目的としている。

## 沿革
- 1923年 - 北海道医学会設立。

## 刊行物

### 北海道医学雑誌
- 誌名（和文）：北海道医学雑誌
- 誌名（欧文）：THE HOKKAIDO JOURNAL OF MEDICAL SCIENCE
- 創刊年：1923
- 資料種別：ジャーナル（査読付き論文を含む）
- 使用言語：日英混在
- 発行形態：印刷体
- 著作権帰属先：学会
- クリエイティブコモンズ：定めていない
- 購読：有料